# Tullahoma
Tullahoma é uma cidade localizada no estado norte-americano de Tennessee, no Condado de Coffee e Condado de Franklin. A cidade foi fundada em 1852.

## Demografia
Segundo o censo norte-americano de 2000, a sua população era de 17.994 habitantes.
Em 2006, foi estimada uma população de 18.913, um aumento de 919 (5.1%).

## Geografia
De acordo com o United States Census Bureau tem uma área de
57,9 km², dos quais 57,6 km² cobertos por terra e 0,3 km² cobertos por água. Tullahoma localiza-se a aproximadamente 323 m acima do nível do mar.

## Localidades na vizinhança
O diagrama seguinte representa as localidades num raio de 24 km ao redor de Tullahoma.